# 9月25日
9月25日是阳历一年中的第268天（闰年第269天），离全年结束还有97天。

## 大事记

### 20世紀以前
- 275年：在奧勒良遭到軍官暗殺身亡後，羅馬元老院推舉克勞狄·塔西佗繼任成為羅馬皇帝。
- 1066年：英格兰国王哈罗德二世在约克的斯坦姆福德橋戰役中击败挪威军队，挪威国王哈拉爾三世阵亡，结束了维京人对英格兰的统治。
- 1396年：奥斯曼帝国蘇丹巴耶濟德一世率领军队在尼科波利斯戰役中击败匈牙利、法国等国组成的基督教联军。
- 1513年：瓦斯科·努涅斯·德·巴尔沃亚穿过巴拿马地峡，成为第一个看见太平洋的欧洲人。
- 1555年：神圣罗马帝国皇帝查理五世与德意志新教诸侯签订奥格斯堡和约。
- 1660年：清朝顺治帝的董鄂妃被追封为端敬皇后。
- 1789年：12条美国宪法修正案被提出，前十条得到美国国会通过，史称美国权利法案，第二条后于1992年被通过，成为美國憲法第二十七修正案。
- 1790年：中國南部的徽班為了慶祝乾隆帝80歲生日而前往北京表演，成為後來京劇的基礎。
- 1883年：俄国首个马克思主义团体劳动解放社成立。
- 1890年：為了保護加州內華達山脈南部受砍伐影響地區的巨杉，紅杉國家公園成立。

### 20世紀
- 1921年：德國的AVUS路投入使用，是為世界第一條高速公路。
- 1924年：杭州雷峰塔倒坍。
- 1937年：林彪率国民革命军第十八集团军第115师取得平型关大捷。
- 1937年：意大利獨裁者墨索里尼會晤到訪的德國元首希特勒。
- 1940年：第二次世界大战：德军飞行员加兰德在不列颠空战中击坠40架敌机，获得橡叶宝剑骑士铁十字勋章。
- 1941年：中国抗日战争：“狼牙山五壮士”跳崖，其中三人死亡，另外兩人生還。
- 1941年：第二次世界大战：基辅会战以苏联失败而告结束，苏联红军上将基尔波诺斯在这次会战中阵亡。
- 1942年：第二次世界大战：一艘日本潛艇進入大西洋海戰與盟友納粹德國海軍作战[來源請求]。
- 1944年：英國與波蘭空降部隊由於無法奪取由納粹德國控制的安恆大橋，被迫強行突圍撤退，市場花園行動宣告失敗。
- 1949年：原中华民国国民政府西北军政长官公署副长官、新疆省警备总司令陶峙岳投降中国共产党武装中国人民解放军。
- 1957年：美国民权运动：在美军第101空降師士兵的武力保护下，9名黑人学生得以进入阿肯色州小石城中心中学（英语：Little Rock Central High School），史称小石城事件。
- 1959年：斯里兰卡总理所罗门·班达拉奈克在总理府遭到一名佛教僧侣的刺杀，次日身亡。
- 1962年：阿尔及利亚人民民主共和国正式宣告成立。
- 1964年：莫桑比克獨立戰爭:莫三比克解放陣線在與葡萄牙的政治談判破裂後，決定進入葡屬東非北部地區展開游擊戰。
- 1966年：中国哈尔滨飞机制造公司制造的轟-5前线轻型战术轰炸机试飞成功。
- 1972年：日本首相田中角荣訪問中华人民共和国，并于29日建立两国的正式外交关系。
- 1975年：中華民國台北市和美国俄亥俄州克利夫蘭成为友好城市。
- 1978年：由波音727執行的美國太平洋西南航空182號班機於加利福尼亚州聖地牙哥墜毀，共144人罹難。
- 1980年：中共中央发表《关于控制我国人口增长问题致全体共产党员共青团员的公开信》，号召党团员带头只生一个孩子。
- 1981年：伯利兹加入联合国，成为联合国成员国。
- 1981年：桑德拉·戴·奥康纳宣誓成为美国最高法院法官，成为美国最高法院中首位女性法官。
- 1982年：大卫·斯洛文斯基（英语：David Slowinski）发现了第28个梅森素数。
- 1986年：中国第一家破产倒闭国有企业——沈阳防爆器械厂被整体拍卖
- 1987年：香港電台電視大廈正式啟用，台址位於九龍廣播道1A，前身為佳藝電視總部。
- 1987年：黄河漂流探险结束，人类首次完成在3里黄河上的无动人工具漂流。[1]
- 1992年：美国发射火星观察者探测器。
- 1993年：中國第一條跨省市的高速公路：京津塘高速公路全线通车。
- 1993年：在银河号事件中被美军军舰截停并扣留长达三周之久的中国货轮银河号返回天津新港。
- 1997年：兖矿集团成立。
- 1999年：阿里·阿卜杜拉·萨利赫再次当选为葉門總統。
- 2000年：中国中央电视台英语国际频道发射至卫星，成为卫星电视。

### 21世紀
- 2004年：中国返回式卫星FSW-3-2返回。
- 2005年：2005年日本国际博览会闭幕。
- 2005年：欧盟宪法原订在波兰举行全民公决，但被无限期推迟。
- 2007年：自由民主黨籍的福田康夫當選日本第91任首相。
- 2008年：中國第三個載人飛船神舟七號自酒泉衛星發射中心發射升空，之後並由翟志剛進行艙外活動。
- 2009年：二十國集團第三次金融峰會在匹茲堡閉幕，與會領導人就金融體系改革等一系列問題達成共識，發表《領導人聲明》。
- 2012年：中華人民共和國第一艘航空母艦遼寧號在大連港正式交接入列。
- 2019年：位於中国河北省廊坊市廣陽區和北京市大興區交界處的北京大興國際機場正式啟用。
- 2020年：在前馬里總統易卜拉欣·布巴卡爾·凱塔宣布辭職，同時解散了政府和議會之後，前馬利國防部部長巴·恩多宣誓就任過渡總統。
- 2021年：加拿大法院解除中國華為公司財務長孟晚舟的保釋條件並予以釋放，而遭拘留的康明凱和麥可·斯帕弗亦返回加拿大。
- 2021年：前臺灣新北市市長朱立倫在2021年中國國民黨主席選舉中，以得票率45.78%當選中國國民黨主席。

## 出生
- 774年：平城天皇，日本第51代天皇（824年逝世）
- 1198年：金哀宗完颜守绪，金朝皇帝（1234年逝世）
- 1358年：足利義滿，日本室町幕府第3任征夷大將軍（1408年逝世）
- 1599年：弗朗切斯科·博罗米尼，義大利建築師，巴洛克建築代表人物之一（1667年逝世）
- 1644年：奧勒·羅默，丹麥天文學家，光速發現者（1710年逝世）
- 1683年：让-菲利普·拉莫，法國作曲家、音樂理論家（1764年逝世）
- 1694年：亨利·佩勒姆，英國政治人物，曾任英國首相（1754年逝世）
- 1711年：爱新觉罗弘历，清朝皇帝，廟號高宗，年號乾隆（1799年逝世）
- 1744年：腓特烈·威廉二世，霍亨索倫王朝普魯士國王（1797年逝世）
- 1764年：弗萊切·克里斯蒂安，英國海員、軍官（1793年逝世）
- 1766年：阿爾芒·埃馬努埃爾，法國貴族、軍人、政治家（1822年逝世）
- 1807年：阿爾弗萊德·維爾，美國發明家（1859年逝世）
- 1825年：约阿基姆·黑尔，瑞士政治人物，前任瑞士聯邦總統（1879年逝世）
- 1862年：莱昂·波尔曼，法國作曲家、管風琴家（1897年逝世）
- 1862年：比利·休斯，澳大利亞政治人物，前任澳大利亞總理（1952年逝世）
- 1866年：托马斯·亨特·摩尔根，美國生物学家（1945年逝世）
- 1881年：鲁迅，中國作家（1936年逝世）
- 1893年：哈拉尔德·克拉梅尔，瑞典數學家、精算師、統計學家（1985年逝世）
- 1896年：亚历山德罗·佩尔蒂尼，義大利共和國第七任總統（1990年逝世）
- 1897年：威廉·福克納，美國小說家、詩人、劇作家，1949年諾貝爾文學獎得主（1962年逝世）
- 1901年：渡邊一夫，日本法國文學學者（1975年逝世）
- 1901年：羅伯特·布列松，法國電影導演（1999年逝世）
- 1902年：陳小翠，中國女詩人、書畫家（1967年逝世）
- 1903年：马克·罗斯科，俄羅斯裔美國表現主義畫家（1970年逝世）
- 1905年：松枝茂夫，日本中國文學學者（1995年逝世）
- 1906年：德米特里·肖斯塔科维奇，蘇联作曲家（1975年逝世）
- 1908年：廖承志，中國政治家、社會活動家（1983年逝世）
- 1920年：謝爾盖·邦达爾丘克，蘇聯電影導演、劇作家、演員，稱號蘇聯人民藝術家（1994年逝世）
- 1920年：張金哲，中國小兒外科科學專家（2022年逝世）
- 1921年：羅伯特·馬爾登，紐西蘭政治人物，第31任紐西蘭總理（1992年逝世）
- 1921年：羅伯特·C·普里姆，美國數學家、計算機科學家（2021年逝世）
- 1927年：科林·戴维斯，英國指揮家（2013年逝世）
- 1929年：芭芭拉·沃尔特斯，美國記者、作者、媒體人(2022年逝世)
- 1930年：謝爾·希爾弗斯坦，美國詩人、創作歌手、音樂家、作曲家、插畫家、編劇、兒童文學作家（1999年逝世）
- 1932年：格连·古尔德，加拿大鋼琴家（1982年逝世）
- 1932年：阿道弗·苏亚雷斯，前西班牙首相（2014年逝世）
- 1933年：胡比·布朗，前美國職業籃球教練，現為電視轉播分析員
- 1934年：楊群，香港前男演員（2022年逝世）
- 1936年：王尚義，臺灣作家（1963年逝世）
- 1943年：羅伯特·盖茨，美國國防部長
- 1944年：邁克爾·道格拉斯，美國男演員、製片人
- 1944年：若望-伯多祿·里卡爾，法國籍天主教司鐸級樞機、波爾多總教區榮休總主教
- 1949年：馬鼎盛，香港軍事評論員
- 1949年：，巴西職業足球運動員
- 1949年：佩卓·阿莫多瓦，西班牙電影導演、編劇、製片人
- 1951年：馬克·哈米爾，美國男演員
- 1952年：克里斯托弗·里夫，美國電影演員、導演、作家，以超人角色聞名（2004年逝世）
- 1952年：貝爾·胡克斯，美國作家、教授、女權主義者、活動家（2021年逝世）
- 1954年：胡安德·拉莫斯，西班牙前職業足球運動員、足球教練
- 1955年：卡爾-海因茨·鲁梅尼格，德國職業足球運動員
- 1956年：杰米·海纳曼，美國特效專家，《流言終結者》主持人。
- 1957年：迈克爾·馬德森，美國演員、詩人、攝影師（2025年逝世）
- 1959年：約恩·福瑟，挪威小說家、劇作家，2023年諾貝爾文學獎得主
- 1960年：多田薰，日本女性漫畫家（1999年逝世）
- 1960年：林國斌，香港演員
- 1960年：港千尋，日本攝影師、攝影評論家
- 1961年：劉錫賢，香港演員兼藝人
- 1962年：阿萊斯·比亞利亞茨基，白俄羅斯公民領袖，2022年諾貝爾和平獎得主
- 1964年：井上喜久子，日本女性聲優
- 1964年：莉莉·玛利亚，美國女演員和電影製片人
- 1965年：斯科蒂·皮蓬，美国篮球运动员
- 1966年：文偉鴻，香港電視劇集監製、電影導演
- 1968年：約安-弗里索王子，荷蘭國王威廉 - 亞歷山大的弟弟（2013年逝世）
- 1968年：陳輝陽，香港作曲家
- 1968年：威爾·史密斯，美國男演員
- 1969年：凱瑟琳·麗塔-瓊斯，英國演員
- 1969年：丁海峰，中國男演員
- 1970年：清水美沙，日本演員
- 1971年：哈尔·斯帕克斯，美國演員，漢字名「霍光皓」
- 1972年：劉軒，臺灣心理學家、作家、DJ、廣播電臺節目主持人、音樂工作者
- 1976年：昌西·比盧普斯，美國職業籃球運動員
- 1977年：伊地知潔，日本音樂家，搖滾樂團亞細亞功夫世代鼓手
- 1978年：沈星，中國電視節目女主持人
- 1978年：裘蒂·潔德，英國模特兒、電視節目主持人
- 1980年：T.I.，美國饒舌歌手、詞曲創作人、音樂製作人、演員
- 1981年：趙海珠，香港前女主播
- 1981年：李·諾里斯，美國演員
- 1982年：玄彬，韓國男演員
- 1983年：孫淡妃，韓國女歌手、模特兒
- 1983年：唐納·葛洛佛，美國男演員、編劇、製片人、導演、喜劇演員、饒舌歌手、歌曲作家
- 1984年：趙又廷，台灣男演員
- 1986年：廖俊傑，台灣歌手
- 1986年：蔣文文，中國女子水上芭蕾運動員
- 1986年：蔣婷婷，中國女子水上芭蕾運動員
- 1986年：柳俊烈，韓國男演員
- 1988年：黎耀昌，香港足球運動員
- 1988年：伊瀨茉莉也，日本女性聲優
- 1989年：王柏傑，台灣男演員
- 1990年：淺田真央，日本花式溜冰選手
- 1990年：黛莉雅·斯托寇思，俄羅斯名模
- 1991年：林良尋，加拿大紙牌魔術師
- 1992年：Junoflo，韓國男饒舌歌手
- 1992年：楊茗茗，中國中央電視台節目主持人
- 1993年：米格爾·范達默，比利時職業足球員（2022年逝世）
- 1993年：高槻加奈子，日本女性聲優
- 1997年：都韓勢，韓國男子偶像團體VICTON成員
- 1997年：ADORA，韓國歌手、音樂製作人
- 2000年：幾田莉拉，日本雙人音樂組合YOASOBI成員
- 2002年：傑登·斯普林格，美國職業籃球運動員
- 2003年：貝拉·拉姆齊，英國女演員、歌手
- 2003年：林智樂，香港男藝人
- 生年不詳：渡部紗弓，日本女性聲優

## 逝世
- 1066年：無情者哈拉爾，挪威國王。（約1015年出生）
- 1333年：守邦親王，日本鎌倉幕府第9代征夷大將軍。（1301年出生）
- 1396年：尚·德·卡魯日，法國騎士。（約1330年代出生）
- 1506年：費利佩一世，哈布斯堡王朝在西班牙的首位統治者。（1478年出生）
- 1534年：教宗克勉七世，羅馬主教。（1478年出生）
- 1615年：阿拉贝拉（英语：Lady Arbella Stuart），英格兰女贵族。（1575年出生）
- 1617年：後陽成天皇，日本第107代天皇。（1571年出生）
- 1773年：約翰·恩斯特·岡納魯斯，挪威主教、植物學家。（1718年出生）
- 1777年：約翰·海因里希·朗伯，瑞士數學家、物理學家、天文學家、哲學家。（1728年出生）
- 1849年：老约翰·施特劳斯，奥地利作曲家。（1804年出生）
- 1914年：西奧多·吉爾，美國動物學家。（1837年出生）
- 1920年：雅各布·希夫，美國銀行家、慈善家。（1847年出生）
- 1933年：保羅·埃倫費斯特，奧地利數學家、物理學家。（1880年出生）
- 1958年：約翰·布羅德斯·華生，美國心理學家。（1878年出生）
- 1970年：雷马克，德国作家。（1898年出生）
- 1979年：周立波，作家。（1908年出生）
- 1980年：約翰·博納姆，英國鼓手、作曲家。（1948年出生）
- 1991年：克勞斯·巴比，納粹德國親衛隊領袖。（1913年出生）
- 2001年：羅伯特·弗洛伊德，美國計算機科學家。（1936年出生）
- 2002年：蕭道應，臺灣醫學家。（1916年出生）
- 2005年：王秉璋，中國人民解放軍中將。（1914年出生）
- 2012年：安迪·威廉斯，美國流行樂歌手[2]。（1927年出生）
- 2013年：夏俊峰，自衛刺死城管，瀋陽中級人民法院判處死刑。（1976年出生）
- 2016年：阿诺德·帕尔默，美國職業高爾夫球手。（1929年出生）
- 2016年：何賽·費南德茲，美國職業棒球運動員。[3]（1992年出生）
- 2018年：安德魯·科林，英國計算機科學家。（1936年出生）
- 2019年：保羅·巴杜拉-斯科達，奧地利鋼琴家。（1927年出生）
- 2022年：優素福·卡熱達維，埃及伊斯蘭學者，國際穆斯林學者聯盟主席。（1926年出生）
- 2022年：奧列克西·楚拉夫科，烏克蘭及俄羅斯政治人物。（1974年出生）

## 节假日和习俗
- 世界龍蝦日[4]
- 莫桑比克：軍人節